# Tập đoàn BIM
Tập đoàn BIM (tên giao dịch tiếng Anh BIM Group) có trụ sở chính tại Thành phố Hạ Long, Tỉnh Quảng Ninh. Tập đoàn được thành lập từ năm 1994 bởi ông Đoàn Quốc Việt - một doanh nhân thành công trong nhiều lĩnh vực tại Ba Lan, trước khi ông quyết định đầu tư tại Việt Nam. Là tập đoàn kinh tế đa ngành lớn mạnh tại Việt Nam, BIM Group là tập đoàn tạo ra những sản phẩm mang tính tiên phong, sánh ngang tầm quốc tế trong các lĩnh vực mà BIM Group đầu tư: BIM Land, BIM Foods, BIM Energy, BIM Lifestyle.

## Tổ chức
Trụ sở của BIM Group đặt tại khu đô thị mới Hùng Thắng, Bãi Cháy, Hạ Long, Quảng Ninh. Cơ cấu Tập đoàn BIM bao gồm Công ty mẹ - Công ty TNHH đầu tư PTSX Hạ Long và các công ty thành viên.
I. Công ty mẹ - Tập đoàn BIM Việt Nam
- Công ty TNHH Đầu tư Phát triển Sản xuất Hạ Long

II. Các công ty con
- Các đơn vị trực thuộc Tập đoàn BIM

1. Công ty TNHH Tập đoàn Bim
2. Công ty CP Thực phẩm Bim
3. Công ty CP Bất động sản Bim
4. Công ty TNHH Bim Kiên Giang
5. Công ty CP Sản xuất và Chế biến muối Bim
6. Công ty CP Lifestyle Việt Nam
7. Công ty CP Muối Cà Ná Ninh Thuận
8. Công ty CP Muối Ninh Thuận
9. Công ty Cổ phần Năng lượng Tái tạo Bim
10. Công ty CP Bất động sản Syrena Phú Quốc
11. Công ty CP Đầu tư Phát triển Syrena Việt Nam
12. Công ty TNHH Đầu tư Phát triển Viêng Chăn

## Hoạt động kinh doanh
Hoạt động kinh doanh trong những lĩnh vực chính như:
- Phát triển du lịch và đầu tư Bất động sản
- Dịch vụ thương mại
- Nông nghiệp - thực phẩm
- Năng lượng tái tạo

Bên cạnh các hoạt động trong lãnh thổ Việt Nam, Tập đoàn BIM đang tiến hành một số dự án bất động sản tại Lào.

## Giải thưởng
- Từ năm 2008 – 2012:

1. Chứng nhận 3 sao cho Trại nuôi tôm Phú Quốc
2. Chứng nhận 3 sao cho Trại nuôi tôm Đồng Hòa
3. Chứng nhận 3 sao cho Nhà máy chế biến Tắc Cậu

- Từ năm 2012 – 2016

1. Cúp Vàng Chất lượng sản phẩm Thủy sản
2. Cúp Vàng doanh nhân Nuôi truồng Thủy sản BIM Group nhận giải thưởng Thương hiệu mạnh do Thời báo Kinh tế Việt Nam trao tặng
3. BIM Group nhận giải thưởng Thương hiệu mạnh do Thời báo Kinh tế Việt Nam trao tặng
4. Top 10 chủ đầu tư xuất sắc nhất Việt Nam do BCI Awards trao tặng
5. Green Bay Village nhận giải thưởng "Residential Development" do Asia – Pacific Property Awards trao tặng
6. InterContinental Phu Quoc Long Beach Resort nhận giải thưởng "Hotel Architecture" do Asia – Pacific Property Awards trao tặng
7. BIM Group nhận giải thưởng Excellent Brand 2016 do Văn phòng Quốc hội trao tặng

- Năm 2017:

1. BIM Group nhận giải thưởng Thương hiệu mạnh do Thời báo Kinh tế Việt Nam trao tặng
2. Phu Quoc Marina nhận giải thưởng "Mixed-use Development" do Asia – Pacific Property Awards trao tặng
3. Regent Residences Phu Quoc nhận giải thưởng "New Hotel Construction & Design" do Asia – Pacific Property Awards trao tặng
4. Regent Residences Phu Quoc nhận giải thưởng "Best Hotel Architectural Design" do Property Guru Asia Property Awards trao tặng

- Năm 2018:

1. Top 10 Thương hiệu tiêu biểu hội nhập Châu Á – Thái Bình Dương 2018 do Tạp chí Kinh tế châu Á – Thái Bình Dương và VINABRA – Thương hiệu Việt Nam, mạng cộng đồng Doanh nghiệp Việt Nam, VNPACO Corp phối hợp bình chọn
2. BIM Group nhận giải thưởng Thương hiệu mạnh do Thời báo Kinh tế Việt Nam trao tặng
3. Top 50 doanh nghiệp lợi nhuận tốt nhất Việt Nam 2018
4. Top 10 Bất động sản lợi nhuận tốt nhất Việt Nam 2018 Giải thưởng Dot Property Southeast Asia 2018 - Hạng mục Best Resort Developer Southeast Asia 2018 cho BIM Land
5. InterContinental Phu Quoc Long Beach Resort nhận giải thưởng World Travel Awards 2018 tại 3 hạng mục: World's Leading New Family Resort 2018 World's Leading New Luxury Resort 2018 World's Leading New MICE Resort 2018

- Năm 2019:

1. BIM Land - BIM Group nhận giải thưởng Thương hiệu mạnh do Thời báo Kinh tế Việt Nam trao tặng
2. Top 10 Chủ đầu tư bất động sản Việt Nam uy tín năm 2019 do Vietnam Report trao tặng
3. PropertyGuru Vietnam property Awards 2019: Citadines Marina Halong - Winner Best Residential in Halong Bay và Halong Marina - Highly Commended Best Township Landscape Architectural Design
4. Dot Property Vietnam Awards 2019: BIM LAND -  Best Luxury Resort Developer Vietnam 2019.
5. IPA 2019: Halong Marina Square - New Hotel Construction & Design và Park Hyatt Phu Quoc - Hotel Architecture.